# Big Butte Creek
Big Butte Creek é um tributário do rio Rogue no estado norte-americano de Oregon. Ele drena aproximadamente 245 milha quadradas (635 km2) do Condado de Jackson. Seus dois garfos, o North Fork e o South Fork, ambos começam no alto da Cordilheira das Cascatas, perto do Monte McLoughlin. Fluindo predominantemente a oeste, eles se encontram perto da cidade de Butte Falls. O caule principal flui geralmente a noroeste até que ele deságua no Rogue Falls foi incorporado em 1911, e continua a ser a única cidade incorporada dentro dos limites da bacia hidrográfica.
A bacia hidrográfica do Big Butte Creek foi originalmente estabelecida há 8.000 anos pelas tribos Klamath, Upper Umpqua e Takelma dos nativos americanos. Nas Guerras do Rogue River da década de 1850, a maioria dos nativos americanos foram mortos ou forçados a fazer reservas indígenas. Os primeiros colonos não-indígenas chegaram na década de 1860, nomeando o riacho depois de Snowy Butte, um nome antigo para o Monte McLoughlin. No final do século 19, a bacia hidrográfica era usada principalmente para agricultura e extração de madeira. A pequena cidade de Butte Falls foi incorporada em 1911 e continua sendo a única cidade incorporada dentro dos limites da bacia hidrográfica.
A Big Butte Springs, localizada na bacia hidrográfica, fornece água potável para mais de 115.000 moradores do Vale Rogue. Emite mais de 26 milhões de galões americanos (98.000.000 L) de água por dia. A água do Big Butte Creek também é desviada para irrigação em vários outros locais.
A qualidade da água da bacia hidrográfica do Big Butte Creek é geralmente alta, e suporta várias espécies de truta e salmão. A bacia hidrográfica também abriga mais de 152 espécies de aves, 63 espécies de mamíferos, 19 espécies de répteis e numerosas plantas. A região dos Planos de Pobreza foi designada uma Área de Preocupação Crítica Ambiental pelo Departamento de Gestão de Terras em 1995 para proteger várias espécies raras de plantas.

## Curso
Big Butte Creek começa na Cordilheira das Cascatas perto de Butte Falls. Flui geralmente a noroeste ao longo de aproximadamente 12 milhas (19 km) até sua confluência com o Rio Rogue.   Os dois principais garfos de Big Butte Creek, North Fork e South Fork, se fundem a 2 244 pés (684 m) acima do nível do mar, [alfa inferior 1], enquanto a boca do riacho está localizada a uma altitude de 1 562 pés (476,1 m).
As cabeceiras do North Fork estão localizadas nas encostas dos 6 207 pés (1 900 m) de Rustler Peak. Flui para o sudoeste, recebendo muitos pequenos afluentes como os riachos Jackass, Oitenta Acre e Friese. Virando para o oeste, ela corre ao norte de Butte Falls antes de se fundir com o South Fork.
O South Fork começa na confluência de dois dos seus afluentes, os riachos Twincheria e Rancheria. Flui para o sudoeste, recebendo Fourbit Creek à esquerda. Fourbit Creek começa perto do Monte McLoughlin, onde grandes falhas podem permitir a infiltração de água do vizinho Lago Fourmile, na bacia hidrográfica do rio Klamath. O South Fork vira para o oeste e recebe Willow Creek à esquerda. As Big Butte Springs estão localizadas em Willow Creek, e o Aqueduto de Medford, que transporta água potável para as cidades do Vale do Ladino, acompanha o South Fork de lá até Butte Falls. O South Fork flui sobre os 15 pés (4,6 m) de Butte Falls - o homônimo da cidade vizinha - e se funde com o North Fork cerca de 1 milha (1,6 km) jusante.
Big Butte Creek viaja para o noroeste, reunindo McNeil Creek à esquerda e Clark Creek à direita, junto com muitos outros afluentes menores. Esta região contém muitas corredeiras de Classe II e III, conforme avaliado na Escala Internacional de Dificuldade do Rio. O córrego é atravessado por Cobleigh Road a uma milha de rio (RM) 9,5 ou rio km (RK) 15, e a Netherlands Road a RM 3 (RK 4,8). Cerca de 0,6 milhas (0,97 km)   antes de sua foz, Big Butte Creek cascata sobre Crowfoot Falls e é atravessada pela Crowfoot Road. Então flui para o rio Rogue 155 milhas (250 km)   da sua foz no Oceano Pacífico. A boca de Big Butte Creek fica a cerca de uma milha a sudoeste de William L. Jess Dam, e a Oregon Route 62 passa ao norte dela.

### Descarga
O United States Geological Survey monitora o fluxo de Big Butte Creek em três calibres diferentes: dois no South Fork e um no tronco principal. Ambas as bitolas South Fork foram fechadas em 1991, mas a bitola localizada perto da foz do Big Butte Creek continua a operar. O caule principal geralmente descarrega menos água do que o South Fork sozinho nos meses de verão por causa de numerosos desvios.
| Corrente        | Localização           | Bacia de drenagem              | Anos gravados   | Fluxo médio              | Fluxo máximo                                       | Fluxo mínimo                                                       |
| --------------- | --------------------- | ------------------------------ | --------------- | ------------------------ | -------------------------------------------------- | ------------------------------------------------------------------ |
| South Fork      | Acima de Willow Creek | 67,6 milha quadradas (175 km2) | 1986-1991       | 64.4 cu ft/s (1,74 m³/s) | 662 cu ft/s (18.7 m³/s) (23 de fevereiro de 1986)  | 21 cu ft/s (0,59 m³/s) (Agosto-setembro de 1988, setembro de 1990) |
| South Fork      | Perto de Butte Falls  | 138 milha quadradas (360 km2)  | 1911-1991       | 151 cu ft/s (4,28 m³/s)  | 12.600 cu ft/s (357 m³/s) (22 de dezembro de 1964) | 31 cu ft/s (0,88 m³/s) (Setembro de 1981)                          |
| Haste principal | Perto da boca         | 245 milha quadradas (630 km2)  | 1945 – presente | 244 cu ft/s (6,91 m³/s)  | 16.800 cu ft/s (476 m³/s) (22 de dezembro de 1964) | 6.4 cu ft/s (0,18 m³/s) (23 a 24 de junho de 1977)                 |

## Bacia hidrográfica

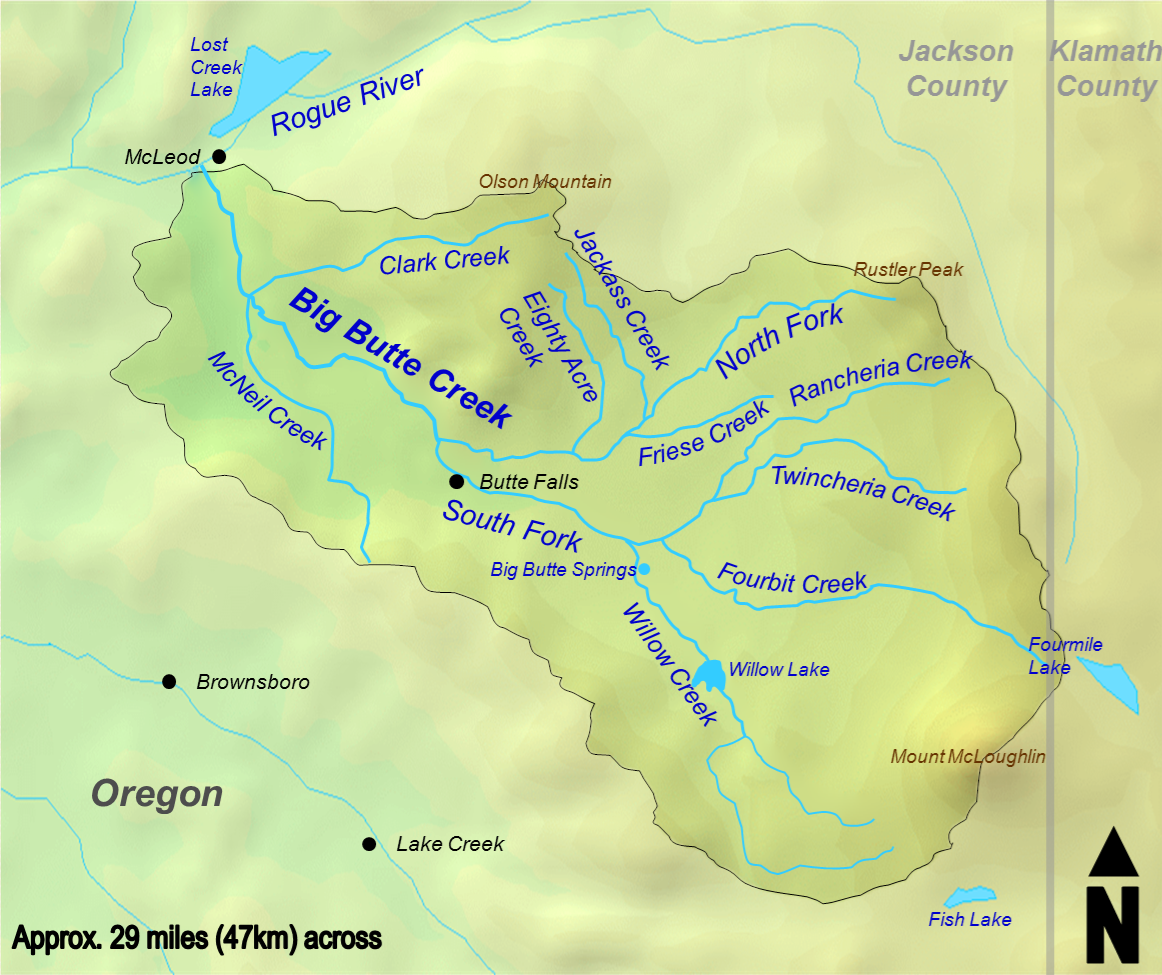
Um mapa da bacia hidrográfica do Big Butte Creek

Big Butte Creek drena aproximadamente 245 milha quadradas (630 km2) do sul do Oregon. Elevações variam de 1 562 pés (480 m) na boca do riacho a 9 495 pés (2 900 m) no cume do Monte McLoughlin, com uma média de 3 528 pés (1 100 m). Cerca de 56% são de propriedade federal do Bureau of Land Management e do Serviço Florestal dos Estados Unidos, 44% são de propriedade privada e uma pequena fração pertence à cidade de Medford.
A bacia hidrográfica do Big Butte Creek tem um clima mediterrânico. As temperaturas variam de 10 °F (–12 °C) no inverno a 100 °F (38 °C) no verão. Precipitação média entre 35 and 80 polegadas (890 and 2 000 mm)   anualmente. A maioria das precipitações ocorre entre novembro e março. Nove por cento do escoamento superficial da bacia é coletado da chuva, 35% da chuva na neve e 56% da neve. A bacia hidrográfica contém a maior fonte de água subterrânea em toda a bacia do Rio Rogue; uma das principais saídas é na Big Butte Springs.
A bacia hidrográfica é dividida em duas regiões geográficas: as High Cascades e as Western Cascades, ambas de origem vulcânica. As Cascatas Ocidentais compõem os dois terços ocidentais da bacia hidrográfica. Esta região é altamente erodida, entre 17 e 38 milhões de anos. Suas encostas instáveis são feitas principalmente de rocha piroclástica. Devido à alta capacidade da rocha de absorver umidade, os fluxos de terra são comuns. As High Cascades são muito mais jovens, com cerca de três a sete milhões de anos. O Monte McLoughlin é o mais proeminente vulcão da High Cascade na bacia hidrográfica, com a última erupção entre 20.000 e 15.000 anos atrás. Basalto e andesito são os tipos de rocha mais comuns nesta região.
As bacias hidrográficas próximas incluem Little Butte Creek ao sul, pequenos afluentes do rio Klamath como Fourmile Creek a leste, o South Fork Rogue River ao leste e norte, e pequenos afluentes do Rio Rogue, incluindo Reese e igarapés indianos a oeste.

## Flora e fauna

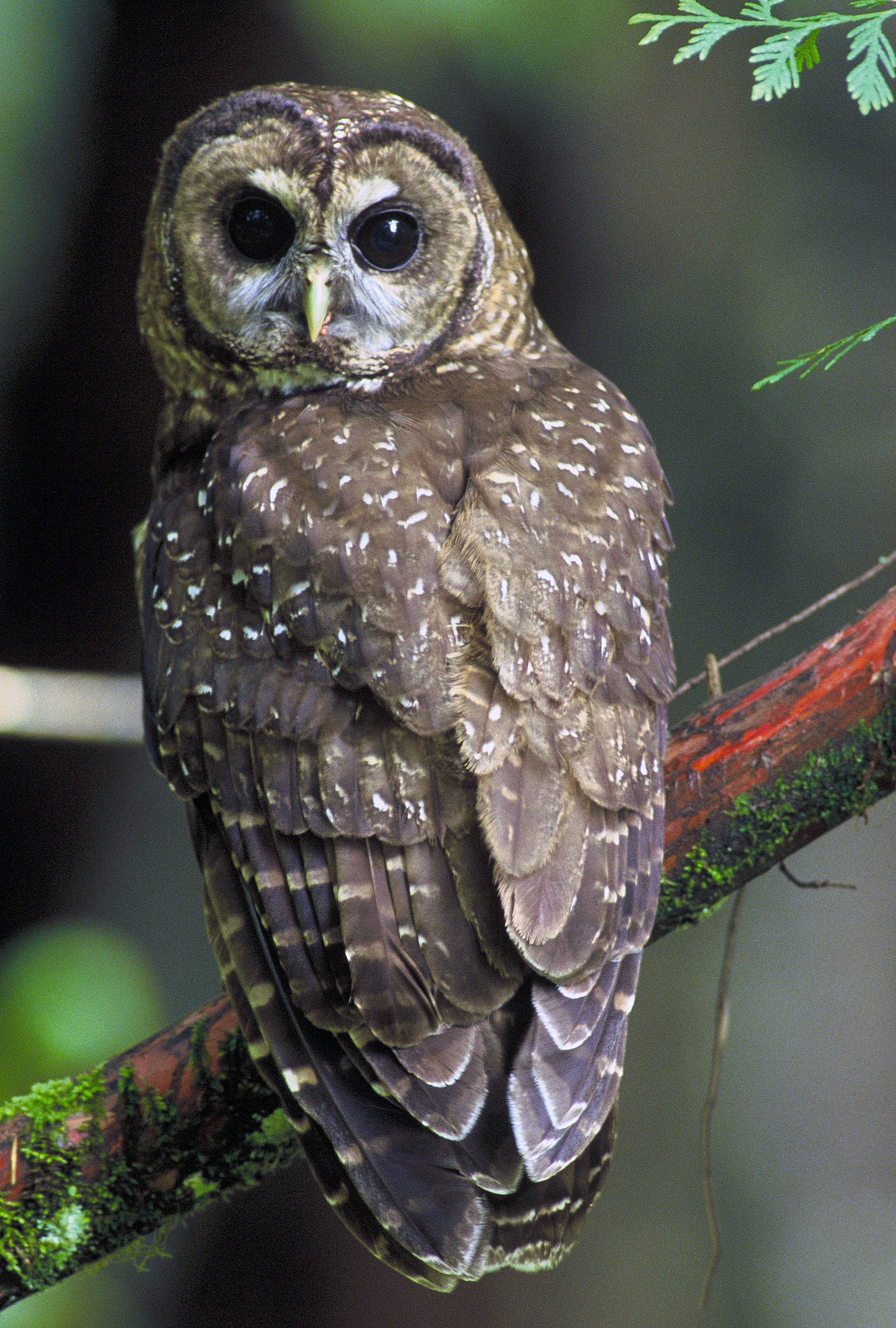
A coruja manchada do norte, uma espécie rara que habita a bacia hidrográfica

Algumas das árvores mais comuns que crescem na bacia hidrográfica do Big Butte Creek incluem quatro espécies de abeto, duas espécies de pinheiro, cedro de incenso e cicuta ocidental. O sub-bosque contém plantas, como Teixo do Pacífico, Madrona do Pacífico, chinquapin e bordo de videira. Várias espécies invasoras têm sido relatados na bacia do Big Butte Creek, como Poa pratensis, Agrostis capillaris, Bromos tectorum, e Agrostis gigantea. A propagação dessas espécies é mais provável devido ao pastoreio excessivo. Espécies sensíveis que crescem na bacia hidrográfica incluem Perideridia howellii, Mimulus pygmaeus, Cypripedium fasciculatum, Asarum, Collomia e Microseris laciniata. Iliamna latibracteata e Plagiobothrys glyptocarpus também foram descobertas em zonas ribeirinhas. A área de preocupação ambiental crítica (ACEC) da Poverty Flats abriga várias espécies raras de plantas como a Woodsia scopulina.
Mais de 152 espécies de aves são conhecidas ou suspeitas de viverem na bacia do Big Butte Creek, incluindo o açor do norte e a coruja malhada do norte, uma espécie vulnerável. As águias americanas aninham-se em torno do lago Willow. Anfíbios como o sapo vulnerável do Oregon e a quase ameaçada Rana cascadae habitam algumas regiões da bacia hidrográfica. O veado-de-cauda-preta, os alces roosevelt, os pumas e os ursos negros são os mais comuns das 63 espécies de mamíferos encontrados na bacia hidrográfica. Pescadores e martas americanas também foram vistos. O lobo cinzento e o urso pardo vulnerável já viveram na bacia hidrográfica, mas agora são considerados extirpados. Dezenove espécies de répteis vivem na área. Outras espécies sensíveis incluem o glutão, a tartaruga do lago ocidental, o grou-canadiano e morcego-orelhudo de Townsend.
Truta-arco-íris, Oncorhynchus tshawytscha, Oncorhynchus kisutch, e Lampreia do Pacífico são os peixes anádromos mais comuns que habitam Big Butte Creek. Eles viajam até as Cataratas de Butte, às vezes passando por cima durante altos fluxos. Por causa das condições frias e estéreis da água e da dificuldade de saltar sobre a cachoeira de Butte Creek, os riachos acima de Butte Falls têm populações muito baixas de peixes anádromos. Os peixes residentes nativos nesta área incluem a truta-salmonada e a truta arco-íris. No geral, o número de peixes na bacia hidrográfica do Big Butte Creek diminuiu nos últimos anos, possivelmente devido à limpeza das zonas ribeirinhas e ao aumento das temperaturas da água.